# Politologický kabinet Slovenské akademie věd
Politologický kabinet Slovenské akademie věd (slovensky Politologický kabinet Slovenskej akadémie vied) byl v letech 1990–2002 vědeckým odborným pracovištěm Slovenské akademie věd.
Původním zaměřením pracoviště bylo dokumentování a analýza událostí let 1967–1970 a částečně i následného období normalizace pro potřeby Komise vlády SR pro analýzu historických událostí v letech 1967–1970. V roku 1992 byl tento výzkum završený zpracováním 12 závěrečných studií a jejich vydáním v trojsvazkovém sborníku Slovenská spoločnosť v krízových rokoch 1967 – 1970, jako i vydáním sborníku dokumentů Slovensko v rokoch 1967 – 1970.
Prvním ředitelem a zakladatelem kabinetu byl slovenský disidentský historik PhDr. Jozef Jablonický, DrSc.
Politologický kabinet SAV se v roku 2002 transformoval na Ústav politických věd Slovenské akademie věd.